# Zeybeks
Els zeybeks o zeibeks foren unes bandes de guerrilla irregulars de Turquia occidental, especialment a les regions d'Esmirna, Aydın i Manisa. Del segle xvii al segle xx; abans de la república eren nombrosos a Isparta, Burdur, Afyonkarahisar, Denizli, Antalya, i l'àrea de Balıkesir també i actuaven com a protectors dels habitants dels pobles contra els grans senyors, els bandits i els recaptadors.

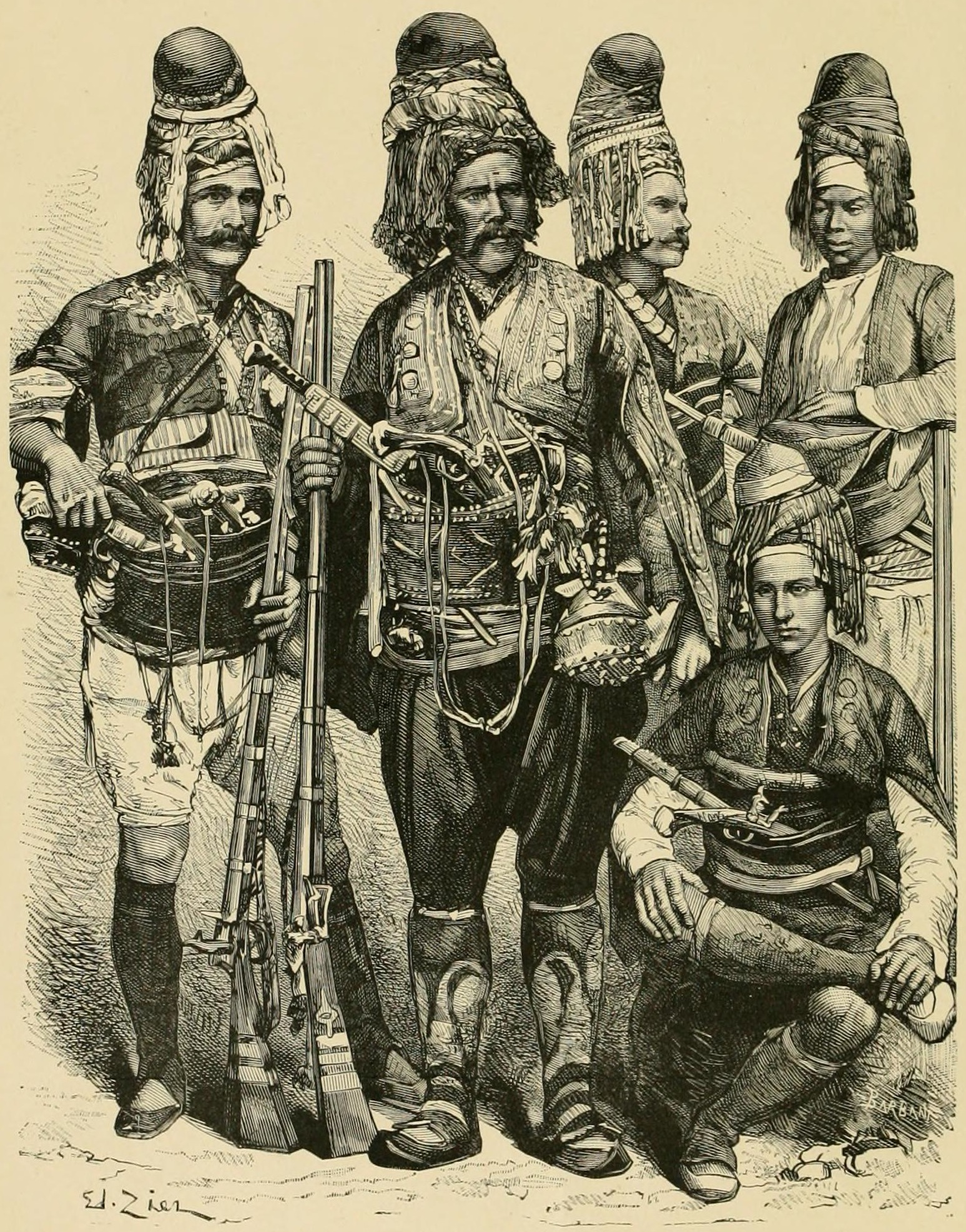
Un grup de zeybeks.

El nom derivaria dels seus caps (en turc: efe), coneguts com a sagh beg ("home savi"),  pel que els seus soldats foren anomenats zeibeks o kızan. La seva organització era tribal i democràtica, i les decisions es prenien en grup i per majoria; sobre les decisions preses el cap tenia plena autoritat per l'execució. les danses del zeybeks s'han conservat com a element folklòric. La seva arma principal era l'espasa anomenada yatagan però al segle xix i XX portaven també armes de foc. Després de la Primera Guerra Mundial, des de 1920 van combatre contra els grecs en la guerra de 1919-1922 i la seva guerrilla va permetre als turcs organitzar la defensa; després, molts es van integrar a l'exèrcit nacional.
Encara que eren més antics, no apareixen en documents oficials fins al segle xix. Evliya Çelebi, el segle xvii, no els esmenta. Actualment, el nom ja no es dona a una comunitat diferència sinó a la vestimenta i a les danses tradicionals. La prohibició dels seus vestits tradicionals el 1838 va fer que es revoltessin, però foren reprimits amb moltes dificultats i, de fet, els zeybeks van seguir portant els seus vestits. Es va tornar a intentar la prohibició el 1894, i encara el 1905 sense èxit.